# Пушьямитра Шунга
Пушьямитра Шунга — основатель династии Шунга, правивший с 185 года до н. э. по 151 год до н. э. в Северной Индии.
Первоначально Пушьямитра Шунга был «сенапати» (военачальником) империи Маурья. В 185 до нашей эры во время военного парада он убил последнего императора Маурьев Брихадратху и провозгласил себя императором. Во время своего правления он совершил Ашвамедху и подчинил своей власти большую часть Северной Индии. Надписи Шунгов встречаются до Джаландхара в Пенджабе. Дивьявадана упоминает, что его владения простирались до Сагалы (Сиялкота).

## Теории происхождения

### Арийское браминское происхождение

#### Клан
Патанджали и Панини в своих трудах (Махабхашья и Аштадхьяи) утверждают, что Пушьямитра Шунга был брахманом из «Бхардвадж Готра». Наряду с этим Харивамша-пурана называет его «Кашьяпа Готрия брахман». Эта проблема была решена Дж. К. Гхошем, считавшим его «Дваймушьяяной (द्वैयमुष्यायन)», брахманом из двойного клана. Далее он поясняет, что один класс Готра называли Дваймушьяяной или двойным Готрия в том случае, если он был составлен из двух кланов, то есть отцовского и материнского (здесь Бхардвадж и Кашьяпа). Такие брахманы могли именоваться обоими Готра.
В Правар Кханда (प्रवरखन्ड) из Апастамбы упомянут клан Шунга-Шайшири (शौंग-शैशिरि). Пушьямитра был брахманом, происходившим от Шунга Бхардвадж Готра и Шайшири в Каташакхе (कटशाखा), чьим предком был Вишьямитра. Баудхаяна в Шрут-сутре (श्रौतसूत्र) подтверждает, что Шайшири происходят от Вишьямитры.
Согласно Матсья-пуране, Дваймушьяяна Готра или Двойным Готра назван клан Шунга-Шайширей, правары которого — Ангирас (आंगीरस), Вархаспатья (वार्हस्पत्य), Бхардвадж, Мудгалия (मौद्वगल्य) и Шайширей (शैशिरेय). Первые четыре Готра происходят от АнгирасГана (आंगीरसगण), в то время как пятый — определенно от другого Готра, иначе клан не мог бы быть двойным. С другой стороны, также упомянуто, что такие правары как Кашьяпа, Аватсара и Васиштха найдены под Двамушьяяна Готра в Шайширея Кашьяпа. Таким образом, доказано, что Шайширея Готра произошел от объединения Кашьяпа и Васиштха Готра, но у Васиштха нет никакого Шайшира (शैशिर), поэтому он — определенно от Кашьяпа Готра. Таким образом Пушьямитра Шунга имел происхождение от двойного клана и по линии Бхардваджа, и по линии Кашьяпы.

#### Происхождение фамилии Шунга
В Харивамше написано, что «Аудбхиджа Кашьяпа Двиджа Сенани» (так назван Пушьямитра) восстановит традицию жертвоприношений (яджна). В данном месте Харивамши слово «Аудбхиджа» означает «рожденный растением». То есть, рожденный растением военачальник-брахман из рода Кашьяпы восстановит ведийскую традицию. Арийские династии зачастую названы в честь различных природных объектов: Солнца (Сурьявамши), Луны (Чандравамши), огня (Агнивамши), растительности (Паллава, Кадамба) и т. д. Согласно доктору Хемчанджре Райчаудхари, название Шунга произошло от дерева. Далее он приводит пример таких династий как Кадамба (название дерева) из Банаваси, Паллава (санскритское обозначение ветви и прута) из Канчи и Нарикела-Крамуканвая («Нарикела» означает кокосовый орех) из Чампы. Слово «Шунга» — это «фиговое дерево» на санскрите.

### Иранское происхождение
Винсент Артур Смит полагает, что Пушьямитра Шунга имел иранское происхождение, так как в именах этой династии присутствует суффикс «митра». По его предположению Пушьямитра поклонялся богу Митре, бывшему в это время популярным среди персов. Смит также называет популярные среди персов обычаи, характерные и для дворца Маурьев — хранение священного огня (магический ритуал) в суде, празднование омовения волос царя.
Но теория Смита была полностью отвергнута Махамахопадхьяей Пт. Харпрасадом Шастри, считающим, что Шунга были брахманами. Для доказательства Шастри ссылается на Ригведу, в которой упомянуты по крайней мере два человека, имена которых заканчиваются суффиксом «митра». Первый из них, Пурумитра, упомянут в Ригведе два раза. Второй — это известный риши Вишвамитра, священник царя Судаса. Также суффикс «митра» не давался всем преемникам Пушьямитры, так что он не имеет никакого отношения к родословной или фамилии.

### Происхождение от Маурьев
Согласно буддийской «Дивьявадане», Пушьямитра по прямой линии происходил от Маурьев. Суреш Чандра Рой не верил в это. По его позиции, в Дивьявадане утверждается, что между Ашокой и Пушьямитра прошло пять поколений. Но это невозможно, ведь Пушьямитра сел на трон в 184 до н. э., а Ашока умер лишь в 232 до н. э. Помимо этого, в Дивьявадане неправильно названы имена потомков Ашоки. Согласно этому священному писанию, Ашока был сыном Куналы, Сампади — сыном Ашоки, Брихаспати — сыном Сампади, Вришасена — сыном Брихаспати, Пушьядхарма — сыном Вришасены и Пушьямитра — сыном Пушьядхармы. Также, большинство пуран в унисон свидетельствуют, что военачальник Пушьямитра получил трон после убийства его обладателя Брихадратхи Маурья.

## Правление
Шунги не владели такой огромной территорией, как Маурьи, хотя основатель династии удерживал значительную часть Северной Индии, главным образом земли в бассейне Ганга. Отдельные области (например, Видарбха) после распада империи добились независимости и не признали власти Шунгов. Пушьямитре силой оружия удалось вернуть под свой контроль некоторые из них. Если верить Калидасе, борьба с Видарбхой была отнюдь не легкой и в результате к Пушьямитре отошла лишь часть её.
Источники сообщают о вторжении в Индию греко-бактрийцев, которые названы в текстах «яванами». Патанджали (III.2.11), живший в эпоху Шунгов, пишет об осаде городов Сакеты и Мадхьямики. О столкновении Шунгов с яванами говорится и в драме Калидасы Малавикагнимитрам (5-й акт); там рассказывается, что внук Пушьямитры, Васумитра, разбил армию неприятеля, встретившись с ней на правом берегу р. Синдху (по мнению некоторых ученых — Инда, по мнению других — Кали Синдху в Центральной Индии). Согласно Калидасе, это случилось ещё при жизни Пушьямитры, который в честь победы приказал совершить ашвамедху.
Не исключено, что после первых неудач индийцы сумели оказать яванам упорное сопротивление. Уход греко-бактрийцев был, безусловно, событием огромной важности, и вполне логично предположить, что его ознаменовали совершением ашвамедхи, которая, как известно, устраивалась в особо торжественных случаях, чаще всего после военных побед. Данные об ашвамедхе, устроенной Пушьямитрой, сохранились у Калидасы, Патанджали (III.2.123), а также в памятниках эпиграфики. Учёные ссылаются и на материалы археологии, указывающие на пребывание индо-греков к долине Ганга и их столкновение с индийцами в районе Каушамби.
Сам факт вторжения яванов не вызывает сомнений, но датировка этого события и вопрос о числе вторжений порождают споры. Однако любая из существующих трактовок продолжает оставаться гипотетичной.
Специального упоминания заслуживает точка зрения А. К. Нарайна, считающего, что в индийских источниках отражена единая традиция о наступлении яванов. Оно, но мнению учёного, приходится на конец правления Пушьямитры (примерно 150 г. до н. э.). Исследовав новый нумизматический материал, Нарайн пришел к выводу, что в конце царствования Пушьямитры панчалы и матхуры были независимыми и в союзе с яванами выступили против Шунгов. Но А. К. Нарайн связывает вторжение греко-бактрийцев с Менандром, не принимая во внимание материалы античных источников о походе Деметрия.
Г. М. Бонгард-Левин и Г. Ф. Ильин полагали, что проникновение греко-бактрийцев началось ещё при Деметрии; тогда они добились определенных успехов и подчинили некоторые области в Западной Индии. При Менандре яваны сумели продвинуться далеко на восток и, если верить индийской традиции, осадили Паталипутру. Это объяснение соответствует сведениям о могуществе Менандра и его территориальных захватах. Завершающий период царствования Пушьямитры (180—144 до н. э.) в целом совпадает с годами царствования Менандра (середина II века до н. э.) и жизни Патанджали (середина II века до н. э.). Такая связь событий убедительнее, чем их соотнесение с царствованием Деметрия (200/199 — 167 до н. э.).

## Рассуждения о гонениях буддистов
Поздняя буддийская традиция повествует об антибуддийской политике первого из Шунгов, который будто бы разрушал монастыри и даже истреблял монахов. Дивьявадана рассказывает, что он объявил большую награду за убийство буддийского монаха. На основании этих сообщений ряд ученых характеризовали Пушьямитру как борца против буддизма, заступника брахманизма и защитника брахманских привилегий.
Некоторые историки считают ложью преследование буддистов Пушьямитрой. Традиционные буддийские источники Ашокавадана и Дивьявадана были созданы спустя два столетия после смерти Пушьямитры. Буддийская версия нападения Пушьямитры на Маурьев в Ашокавадане отражает уменьшившееся влияние буддистов при дворе Шунга.
Конрад Эльст пишет:

Буддийские истории в Ашокавадане и Дивьявадане почти дословно совпадают друг с другом и, очевидно, имеют общее происхождение. Эта история, созданная более трех столетий спустя описываемых в ней событий, о предложении денег Пушьямитрой за убийства буддийских монахов представляется невероятной: хорошо заверен исторический факт, что он разрешал и покровительствовал строительству монастырей и буддийских университетов в своих владениях, а также до сих пор существующей ступы в Санчи. Вполне возможно, что после щедрого финансирования буддистов Ашокой, при Шунга буддийские учреждения переживали немного более тяжелые времена, но преследование — совсем другой вопрос. Известный историк буддизма Этьен Ламот заметил: «Если судить по документам, то Пушьямитра должен быть оправдан из-за нехватки доказательств».

Та же самая Ашокавадана приписывает сходную жестокость и Ашоке.
Поддержка буддизма Шунгами в некоторой степени подтверждается эпиграфической надписью на воротах в Бархуте, которая упоминает его возведение «во время превосходства Шунга».
С другой стороны, археолог Джон Маршалл отметил, что ступа в Санчи была разрушена за два столетия до того, как была снова восстановлена в ещё больших размерах, предполагая, что оригинальная кирпичная ступа, построенная Ашокой, была разрушена Пушьямитрой и затем восстановлена его преемником Агнимитрой. Точно так же расположенные между Санчи и Бархутом ступы Деокотхара были разрушены в течение того же времени. Сторонники этого мнения указывают на широкое распространение Ману-смрити во время Шунга.